# Paulus Potter
Paulus Potter (Enkhuizen, 1625. november 20. – Amszterdam, 1654. január 17.) holland festő.

## Élete

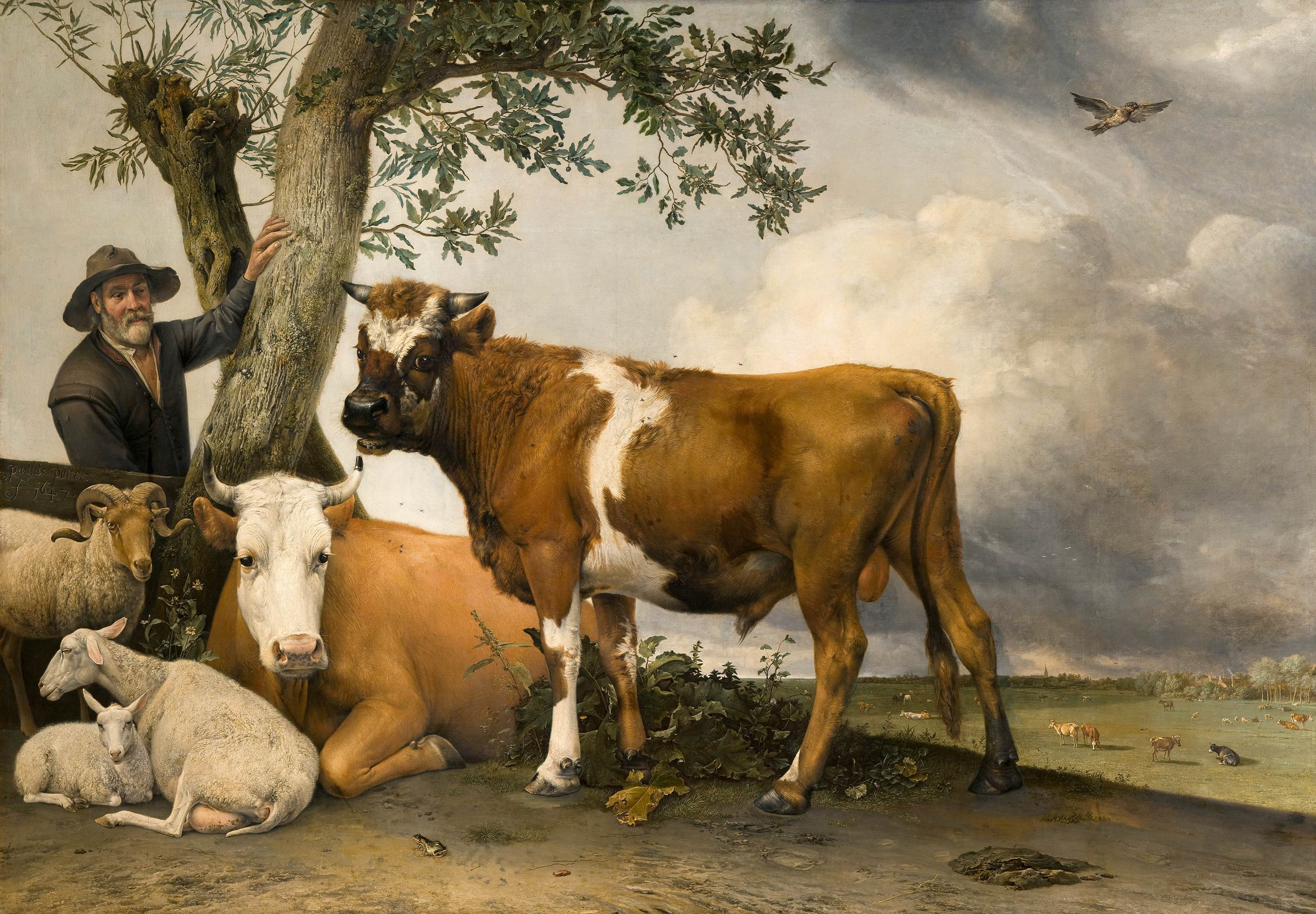
Fiatal bika (De jonge stier) (1647)

Apjának, Pieter Symonsz Potter festőnek és a haarlemi Jacob de Wetnek volt tanítványa. 1646-48-ban Delftben, 1649-52-ben Hágában dolgozott, életének végét Amszterdamban töltötte. Potter a maga nemében a legkitűnőbb holland festő. Csak állatképeket festett, mégpedig olyan realizmussal, a legkisebb részletre is kiterjedő gonddal ábrázolta őket meg környezetüket, a növényzetet, olyan finom érzékkel figyelte meg a légkör tüneményeit, a változatos fényhatásokat, hogy senki sem múlta fölül.

## Művei
Egész fiatal korában festett már és 1647-ben festette leghíresebb képeinek egyikét, az ún. Fiatal bikát (hollandul: De jonge stier) (hágai múzeum). Ettől fogva évről évre egyre jobban fejlődött. 1648-ból valók: a híres Tükröződő tehén (hágai múzeum); a Legelő (montpellieri múzeum); a Fejés (schwerini múzeum); a Bika (szentpétervári Ermitázs, nem összekeverendő a hágai Fiatal bikával, amit szintén említenek jelző nélkül Bikának (hollandul: De stier) is); 1649-ből: A bömbölő bika (London, Buckingham-palota); 1652-ből: Tájkép tehenekkel és disznókkal (hágai múzeum); A hágai liget (berlini múzeum); A legelő (Párizs, Louvre) stb. Egyéb tárgyakkal is megpróbálkozott, de kevesebb sikerrel. Ilyenek: Medvevadászat (amszterdami múzeum); Orfeus (uo.); az érdekes Állatok ítélete a vadász fölött (szentpétervári Ermitázs) stb. Kitűnő rézkarcokat is készített.